# Гюллюк
Гюллюк (азерб. Güllük; цахур. Cinıx) — крупное село в Гахском районе Азербайджана, расположенное на южных склонах Кавказских гор, в Алазанской долине, на границе с Загатальским районом в 13 километрах от города Гах.

## История
Село Джиных (Гюллюк) основано цахурами. В XVII веке были образованы Джаро-Белоканские вольные общества, куда входило Джиныхское вольное общество, включавшее в себя села: Джиных(Гюллюк), Гёзбарах, Аласкар, Джимджимех, Джиных, Корш, Мамрух, всего 7 селений, до 900 дымов. Также Джиныхскому вольному обществу были подвластны селения: Чудулло, Марсиани (Марсал), Лала-Паша (ингилои) — всего 3 селения, до 110 дымов.
Кроме того, селения: Суаким, и части селений Мишлеш, Къалял (Галал). В Джиныхском вольном обществе наследственно занимать должность старшины имела право одна фамилия: Махмуд-Асан-ага.

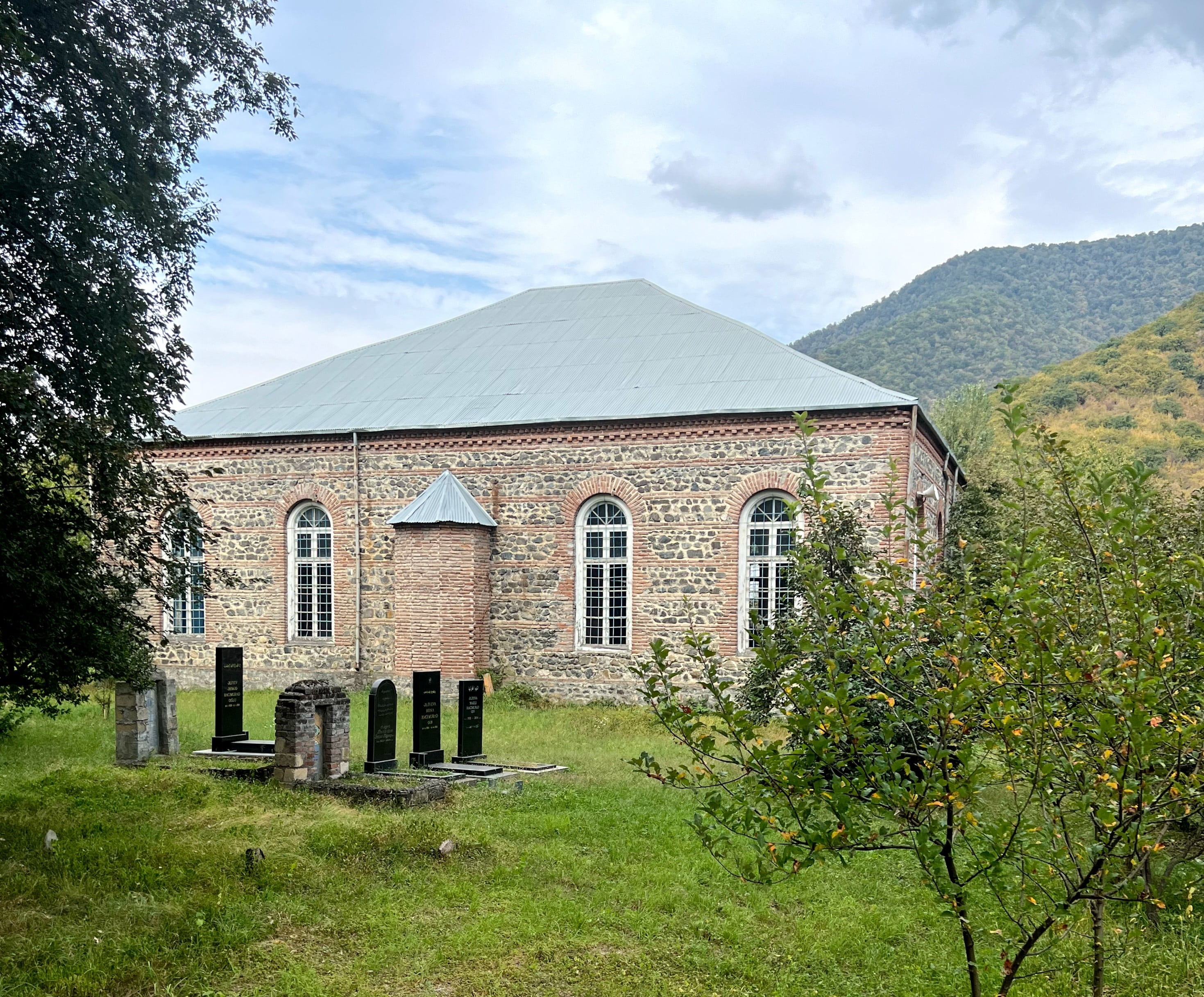
Мечеть Гюллюк

В 1738 году близ села Джиных объединенное войско Джаро-Белоканских джамаатов и Илисуйского султаната разбило 32-тысячное персидское войско, персы потеряли убитым Ибрахим-хана.
8 июня 1844 года, русские войска численностью в 2,5 тыс. человек при 8 орудиях, в бою у села Джиных сумели нанести поражение войскам Даниял-бека, насчитывавшим 3 тыс. человек. В этом сражении русские потеряли 7 человек убитыми, а восставшие — 10 человек.
В XX веке село Джиных было переименовано в Гюллюк, до этого в официальных источниках и описании событий на Кавказе он обозначен как Джиных. В частности российская хроника сообщает, что почтовая дорога из Тифлиса в Нуху проходит через большое село длиною несколько верст — Джиных. Этноним Гюллюк состоит из двух основ: гул’- и л’уг, восходящих к названию народа гел//лег, ср. названия цахурских сел — Гыл’-мецI, Лек (<Лег), Лек-ид (Лег-ид), Сува-гыл’, Гул’-л’уг. По другой версии название Гюллюк связано с азербайджанским словом гюль «цветок».
В результате сильного землетрясения, случившегося в 2012 году, село сильно пострадало, 95 % домов в селе либо разрушены, либо же оказались в аварийном состоянии. Из государственного бюджета Азербайджана были выделены средства на устранение последствий землетрясения. В октябре 2012 года Гюллюк посетил президент Ильхам Алиев, и лично проследил за ходом работ по устранению последствий землетрясения.

## Общество
Материалы посемейных списков на 1886 год упоминают село Гюллюкъ Джаро-Мухахского участка Гюллюкского сельского общества с общим числом жителей 1422 человека (750 мужчин и 672 женщины; 323 дыма) из них аварцев (цахур) — 921 человек, а татар (азербайджанцев) — 501 человек.
По данным Кавказского календаря за 1886 год, в 1876 году в селении Гюллюк проживали цахуры числом 1322 человека.
По данным Кавказского календаря за 1896 год, в 1896 году в селении Гюллюк проживали цахуры числом 1422 человека. По данным Кавказского календаря за 1912 год в селении Гюллюк проживали цахуры числом 1592 человека.
Население Гюллюка разговаривает на цахурском и азербайджанском языках. В прошлом жители селения говорили на цахурском языке, однако во второй половине XX века большая часть говорит уже по-азербайджански, цахурский язык распространен среди старшего поколения.
По состоянию на 1 января 2012 года, согласно официальным источникам в селе проживает 672 семьи, составляющих 2431 человека.